# Al-Yaman Sulci
Gli Al-Yaman Sulci sono una struttura geologica della superficie di Encelado.